# Турьец

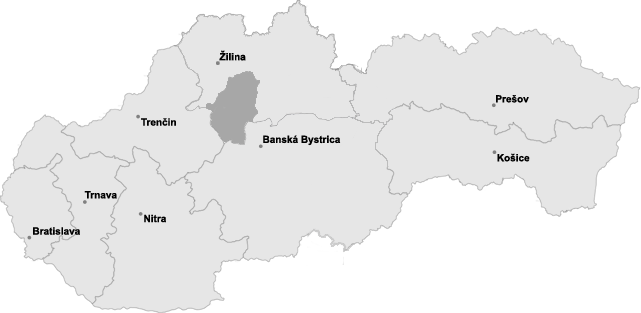
Турец на карте Словакии

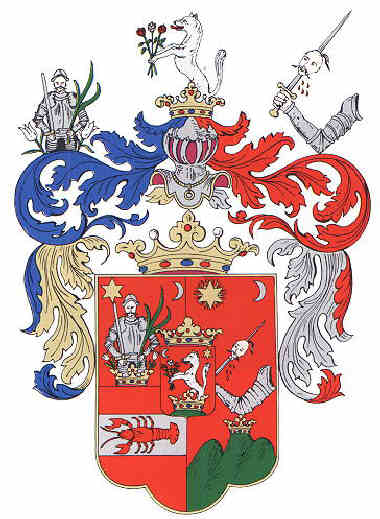
Герб региона Турец

Турьец, Турец, Турчанский край (словац. Turiec, венг. Túrótz / Túrócz / Túróc / Turóc) — историческая область Словакии. Располагается на территории современных районов Мартин и Турчанске Теплице.

## География
Территория Турчанской котловины в долине реки Турец. Котловину образуют хребты Большая Фатра и Малая Фатра.

## История

Блатницкие находки. Великоморавский меч из Блатницы датируется периодом между 825 и 850 годами

Славяне поселились в этом краю не позднее VII века. В конце VIII — начале IX веков Турчанская котловина была весьма густо заселена.
Археологи выделяют раннесредневековый археологический горизонт металлоконструкций Блатница-Микульчице (VIII—IX века). Название горизонта происходит от археологических памятников в Блатнице (Словакия) и Микульчице (Чехия). Наиболее характерными находками горизонта Блатница-Микульчице являются мечи с изысканными украшениями из могил мужчин-воинов. Ян Декан пишет, что это показывает, как моравские мастера выбирают «элементы орнаментального содержания каролингского искусства, которые соответствуют их эстетическим потребностям и традициям». По словам Ф. Курта, мечи и другие предметы горизонта Блатница-Микульчице демонстрируют «переход от тактики конного боя, типичной для кочевой войны, к тяжёлой кавалерийской технике», а также развитие местной элиты в регионах к северу от реки Дунай и Великой Венгерской равнины в начале IX века.
Первое упоминание Турца под этим именем относится к 1113 году.
Первой столицей региона был замок Вышеград (Vyšehrad), стоявший на границе Турца и Горной Нитры. Затем столицей региона был замок Склабиня.
Не поздней 1264 года в Турце появилось село Сент-Мартон (Zenthmarton), получившее в 1340 г. городские права. В дальнейшем город Турчанский Св. Мартин (Turčianský Svätý Martin) стал третьей столицей Турца.
Начиная с XIII века в Турце было построено множество замков. Среди них выделяется венчающий крутую гору квадратный замок Зниев (Zniev, осн. в 1234 г.), величественные руины коего сохранились до наших дней.
Предки прославленного в XVIII веке генерала венгерской службы Андраша Хадика были турчанскими дворянами.
В 1949 году город Турец был включён в состав Жилинского края Чехословакии. В 1960 году — в Средне-Словацкий край.